# Vinodol
Vinodol ili Vinodolska dolina nalazi se u zaleđu Crikvenice, a obuhvaća mjesta od Križišća do Novog Vinodolskog koja su od antike do današnjih dana sačuvala slavenska imena (izuzetak Bribir). Danas mjesta Drivenik, Tribalj, Grižane-Belgrad i Bribir tvore Vinodolsku općinu sa sjedištem u Bribiru.
Mjesta u Vinodolskoj dolini:
- Križišće
- Drivenik
- Tribalj
- Grižane-Belgrad
- Bribir
- Novi Vinodolski

## Povijest
U 13. stoljeću važno središte kvarnerskog primorja bila je Vinodolska knežija. Vinodol se spominje već u Ljetopisu popa Dukljanina, a nakon toga i u starohrvatskim pisanim ispravama.
Kralj Andrija II. darovao je Vinodol, 1260. godine, krčkom knezu Gvidu Frankopanu. Iz darovnice, izdane tim povodom, razabire se da je Vinodol zahvaćao veći teritorij od relativno male vinodolske uvale. Dolaskom Frankopana za vinodolske gospodare, počela se u tom dijelu Kvarnera utvrđivati nova feudalna vlast.
Tadašnje područje Vinodola činili su mjesta Novi, Ledenice, Bribir, Belgrad, Drivenik, Hreljin, Bakar, Trsat i Grobnik.
Administrativno središte se nalazilo u Novom, gdje su Frankopani imali stalnu rezidenciju. U tom dvorcu sastali su se 1288. godine glavari vinodolskih naselja i pod predsjedanjem kneza Leonarda Frankopana donijeli Vinodolski zakon koji je regulirao odnose vinodolskih gradova s njihovim feudalnim gospodarima. Bio je to u svoje doba jedan od rijetkih narodnopravnih zakonika u kojem je feudalna vlast u lokalnoj samoupravi našla zajednička mjerila za upravljanje nad tim područjem.

## Poveznice
- Vinodolski zakon
- Vinodolska općina
- Tribaljsko jezero

## Vanjske poveznice
- www.vinodol.org  Arhivirana inačica izvorne stranice od 11. veljače 2019. (Wayback Machine)